# Ostoja Złotopotocka
Ostoja Złotopotocka (kod PLH240020) – specjalny obszar ochrony siedlisk sieci Natura 2000, zlokalizowany na terenie województwa śląskiego.
Obszar obejmuje powierzchnię 2748,06 ha
Teren składający się z dwóch powiązanych ze sobą enklaw wyznaczony został w celu długotrwałego zabezpieczenia naturalnych siedlisk życia oraz populacji zagrożonych wymarciem gatunków zwierząt (z wyłączeniem ptaków) takich jak: 
- głowacz białopłetwy Cottus gobio[1]
- kumak nizinny Bombina bombina[1]
- minóg strumieniowy Lampetra planeri[1]
- mopek Barbastella barbastellus[1]
- nocek Bechsteina Myotis bechsteinii[1]
- nocek duży Myotis myotis[1]
- nocek orzęsiony Myotis emarginatus[1]
- nocek łydkowłosy Myotis dasycneme[1]
- pachnica dębowa Osmoderma eremita (Osmoderma barnabita)[1]
- podkowiec mały Rhinoloph[1].

## Sidliska pod ochroną
- Wydmy śródlądowe z murawami napiaskowymi (Corynephorus, Agrostis)
- Niżowe i górskie świeże łąki użytkowane ekstensywnie (Arrhenatherion elatioris)
- Górskie i nizinne torfowiska zasadowe o charakterze młak, turzycowisk i mechowisk
- Wapienne ściany skalne ze zbiorowiskami Potentilletalia caulescentis
- Jaskinie nieudostępnione do zwiedzania
- Kwaśne buczyny (Luzulo-Fagetum)
- Żyzne buczyny (Dentario glandulosae Fagenion, Galio odorati-Fagenion)
- Ciepłolubne buczyny storczykowe (Cephalanthero-Fagenion)
- Grąd środkowoeuropejski i subkontynentalny (Galio-Carpinetum, Tilio-Carpinetum)
- Wyżynny jodłowy bór mieszany (Abietetum polonicum)